# Mimorsidis lemoulti
Mimorsidis lemoulti är en skalbaggsart som beskrevs av Stefan von Breuning 1938. Mimorsidis lemoulti ingår i släktet Mimorsidis och familjen långhorningar.
Artens utbredningsområde är Laos. Inga underarter finns listade i Catalogue of Life.